# Vitický potok
Vitický potok (též Dalovický potok) je vodní tok v okrese Karlovy Vary. Je dlouhý 17,1 km, plocha jeho povodí měří 48,9 km² a průměrný průtok v ústí je 0,41 m³/s.

## Průběh toku
Potok pramení v Krušných horách na severní straně vrchu Trousnice ve výšce 911 m n. m. Od pramene teče krušnohorskými lesy k jihozápadu, ale brzy se otočí směrem na jih k Fojtovu. Na jeho jižním konci mění směr k jihovýchodu a protéká Děpoltovicemi a posléze Nivami. Na severním okraji Děpoltovic opouští Krušné hory a vtéká do Sokolovské pánve. Vzápětí zleva přijímá Lužecký potok, ale největším přítokem je levostranný Sadovský potok. Dále protéká již jen Dalovicemi, u kterých se v nadmořské výšce 366 metrů vlévá zleva do Ohře na jejím 166. říčním kilometru. V povodí potoka se nachází vodní plochy s celkovou rozlohou 98,3 hektarů. Mezi největší z nich patří Děpoltovický rybník nebo Velký rybník u Hroznětína.